# Limnonectes kuhlii
Limnonectes kuhlii är en groddjursart som först beskrevs av Johann Jakob von Tschudi 1838.  Limnonectes kuhlii ingår i släktet Limnonectes och familjen Dicroglossidae. IUCN kategoriserar arten globalt som livskraftig. Inga underarter finns listade i Catalogue of Life.